# Wilfred White
Wilfred Harry White (30 de marzo de 1904-21 de noviembre de 1999) fue un jinete británico que compitió en la modalidad de salto ecuestre. Participó en dos Juegos Olímpicos de Verano en los años 1952 y 1956, obteniendo dos medallas, oro en Helsinki 1952 y bronce en Estocolmo 1956.

## Palmarés internacional
| Juegos Olímpicos | Juegos Olímpicos     | Juegos Olímpicos  | Juegos Olímpicos |
| Año              | Lugar                | Medalla           | Categoría        |
| ---------------- | -------------------- | ----------------- | ---------------- |
| 1952             | Helsinki (Finlandia) | Medalla de oro    | Por equipos      |
| 1956             | Estocolmo (Suecia)   | Medalla de bronce | Por equipos      |